# 브라이언 맥나마라

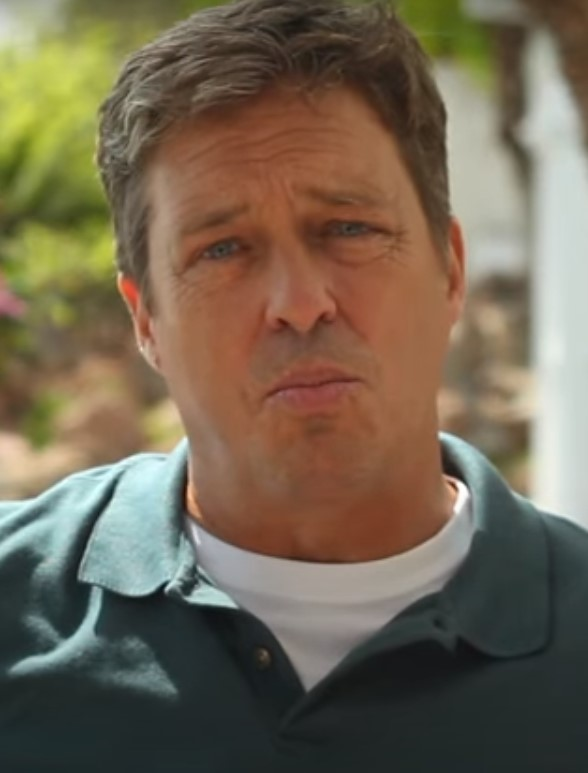

브라이언 맥너마라(Brian McNamara, 1960년 11월 21일 ~ )는 미국의 배우, 영화 감독, 제작자, 영화 제작자이다.
롱아일랜드에서 태어났다.

## 출연 작품
- 데드 드롭 (2014년) - 리차드슨 역
- 아미 와이브즈 7 (2013년) - 마이클 홀든 역
- 체인징 하트 (2012년)
- 아미 와이브즈 6 (2012년)
- 아미 와이브즈 5 (2011년)
- NCIS 로스앤젤레스 2 (2010년) - 제이슨 역
- 할로드 그라운드 (2007년)
- 아미 와이브즈 1 (2007년) - 마이클 홀든 역
- 나는 누가 날 죽였는지 알고 있다 (2007년)
- 건맨 (2004년) - 로랜드 역
- 레스큐 미 시즌1 (2004년)
- 파파라치 (2004년)
- 오씨 (2003년)
- 코드 레드 - 루비콘 컨스피러시 (2001년)
- 더 미스터리 오브 스푼 리버 (2000년)
- 디바의 크리스마스 캐롤 (2000년)
- 위험한 이웃 (1997, Seduction in a Small Town)
- 마주 본 두 자매 (1996년)
- 터치드 바이 언 엔젤 (1994년)
- 믿을 수 없는 밤 (1992년)
- X세대 연애 방식 (1992년)
- 미스테리 데이트 (1991년)
- 정상의 영웅 (1990년)
- 아라크네의 비밀 (1990년)
- 테네시의 밤 (1989년)
- 위험 지역 (1988년)
- 보이저호의 음모 (1988년)
- 캐디쉑 2 (1988년) - 토드 영 역
- 인 더 무드 (1987년)
- BBC 클럽 (1987년)
- 여형사 세이디 (1987년)
- 조니 5 파괴 작전 (1986년) - 프랭크 역
- 플라밍고 클럽 (1984년)